# Jean-François Chabrun
Jean-François Chabrun (Mayenne, 22 de juny de 1922 - Vèrç, 18 de setembre de 1997) fou un poeta, un membre de la Resistència francesa, periodista i crític d'art francès. Cursà estudis al lycée Henry IV de París, i també va estudiar filosofia i lletres a la universitat de Rennes i a la Sorbona de París.
És especialment conegut per haver format part (des de 1938) del grup neodadà Les Réverbères, col·laborant en l'edició de la revista del mateix nom, fundada per Jean Marembert i Michel Tapié. En aquest cercle s'hi troben força companys del lycée Henry IV, com Noël Arnaud, Francis Crémieux, Jean-Claude Diamant Berger, Nadine Lefébure, Marc Patin, Régine Raufast o Gérard de Sède. Després d'una estada a Alemanya va publicar, al tercer número de la revista (novembre 1938), l'article Entartete Kunst, sobre l'art degenerat i el caràcter opressiu del nazisme. Aquest article fou tan controvertit que Chabrun va abandonar el grup i la revista l'any 1939, adherint-se poc després a la FIARI, la Federació Internacional de l'Art Revolucionari Independent, on entra en contacte amb André Breton. L'agost d'aquell mateix any va signar l'últim text col·lectiu dels surrealistes: À bas les lettres de cachets ! À bas la terreur grise !
Durant la Segona Guerra Mundial ou empresonat per les autoritats franceses de la III República, junt amb Léo Malet, Benjamin Péret i Béno Stenberg, tots inclulpats de complot contra la seguretat exterior i acusats de reconstitució d'un grup (trotskista) dissolt. Tanmateix, foren alliberats durant la invasió alemanya, i a partir d'aquell moment participà activament de la Resistència francesa.
Quan va tornar a París va recuperar el contacte amb el grup surrealista, i va fundar la revista La Main à plume, amb la intenció de mantenir viu el pensament surrealista a la França ocupada. El grup va rebre el suport i la col·laboració de Hans Arp, Maurice Blanchard, Victor Brauner, Camille Bryen, Paul Delvaux, Oscar Dominguez, Paul Éluard, Henri Goetz, Maurice Henry, Jacques Hérold, Édita Hirschova, Antoni Garcia i Lamolla, Georges Hugnet, Valentine Hugo, René Magritte, Léo Malet, Pablo Picasso, Raoul Ubac, Gérard Vulliamy… Chabrun va formar part d'aquest grup fins a l'any 1944, quan en fou expulsat, acusat d'estalinista. Després de trencat amb Aragon 
l'any 1947, va abandonar definitivament el Partit Comunista i va passar a dedicar-se al periodisme i a la crítica de l'art. Amb el suport de la seva esposa, Lizzie, va fundar la revista trimestral L'Ingénu l'any 1979.